# Rockets de Tacoma (WHL)
Pour l'équipe de la Ligue de hockey de l'Ouest, voir Rockets de Tacoma (LHOu).
Les Rockets de Tacoma sont une franchise de hockey sur glace professionnelle de Tacoma dans l'État de Washington. Elle est créée en 1946 dans la Pacific Coast Hockey League et est dissoute en 1953 après avoir évolué une saison dans la Western Hockey League.

## Statistiques
| Saison    | PJ | V  | D  | N  | BP  | BC  | Pts | Classement              | Séries éliminatoires | Entraîneur   |
| --------- | -- | -- | -- | -- | --- | --- | --- | ----------------------- | -------------------- | ------------ |
| 1946-1947 | 60 | 16 | 42 | 2  | 223 | 324 | 34  | 5e division Nord (PCHL) | Non qualifiés        | Dave Downie  |
| 1947-1948 | 66 | 34 | 28 | 4  | 294 | 281 | 72  | 2e division Nord (PCHL) | Défaite au 1er tour  |              |
| 1948-1949 | 70 | 34 | 31 | 5  | 239 | 262 | 73  | 2e division Nord (PCHL) | Défaite au 2e tour   | Muzz Patrick |
| 1949-1950 | 70 | 34 | 27 | 9  | 302 | 238 | 77  | 2e division Nord (PCHL) | Défaite au 1er tour  |              |
| 1950-1951 | 70 | 27 | 26 | 17 | 219 | 222 | 71  | 3e division Nord (PCHL) | Défaite au 1er tour  |              |
| 1951-1952 | 70 | 34 | 25 | 11 | 293 | 244 | 79  | 2e de la PCHL           | Défaite au 2e tour   | Muzz Patrick |
| 1952-1953 | 70 | 27 | 31 | 12 | 246 | 249 | 66  | 7e de la WHL            | Non qualifiés        | Muzz Patrick |